# Clase Rodman-101
La Clase Rodman-101 es una serie de patrulleras de altura diseñadas y fabricadas por el astillero español Rodman Polyships, de la parroquia de Meira, municipio de Moaña, Pontevedra. 
Están construidas con poliéster reforzado con fibra de vidrio monolítico.

## Componentes
Alemania -  España =  Estados Unidos -  Suecia

### Estructura
| Sistema | País              | Fabricante       | Notas |
| ------- | ----------------- | ---------------- | ----- |
| Casco   | Bandera de España | Rodman Polyships |       |

### Armamento
| Sistema                 | País                      | Fabricante            | Notas                  |
| ----------------------- | ------------------------- | --------------------- | ---------------------- |
| Ametralladoras medianas | Bandera de Estados Unidos | Browning Arms Company | 1 unidad M2 de 12,7 mm |

### Propulsión
| Sistema          | País                      | Fabricante          | 'Notas           |
| ---------------- | ------------------------- | ------------------- | ---------------- |
| Motores (opción) | Bandera de Alemania       | MTU                 | 2 serie 4000     |
| Motores (opción) | Bandera de Estados Unidos | Caterpillar         | 2 modelo C30     |
| Motores (opción) | Bandera de Estados Unidos | Caterpillar         | 2 modelo 3412E   |
| Hidrojets        | Bandera de Suecia         | Marine Jet Power AB | 2 modelo MJP-650 |

## Unidades

### Servicio de Vigilancia Aduanera

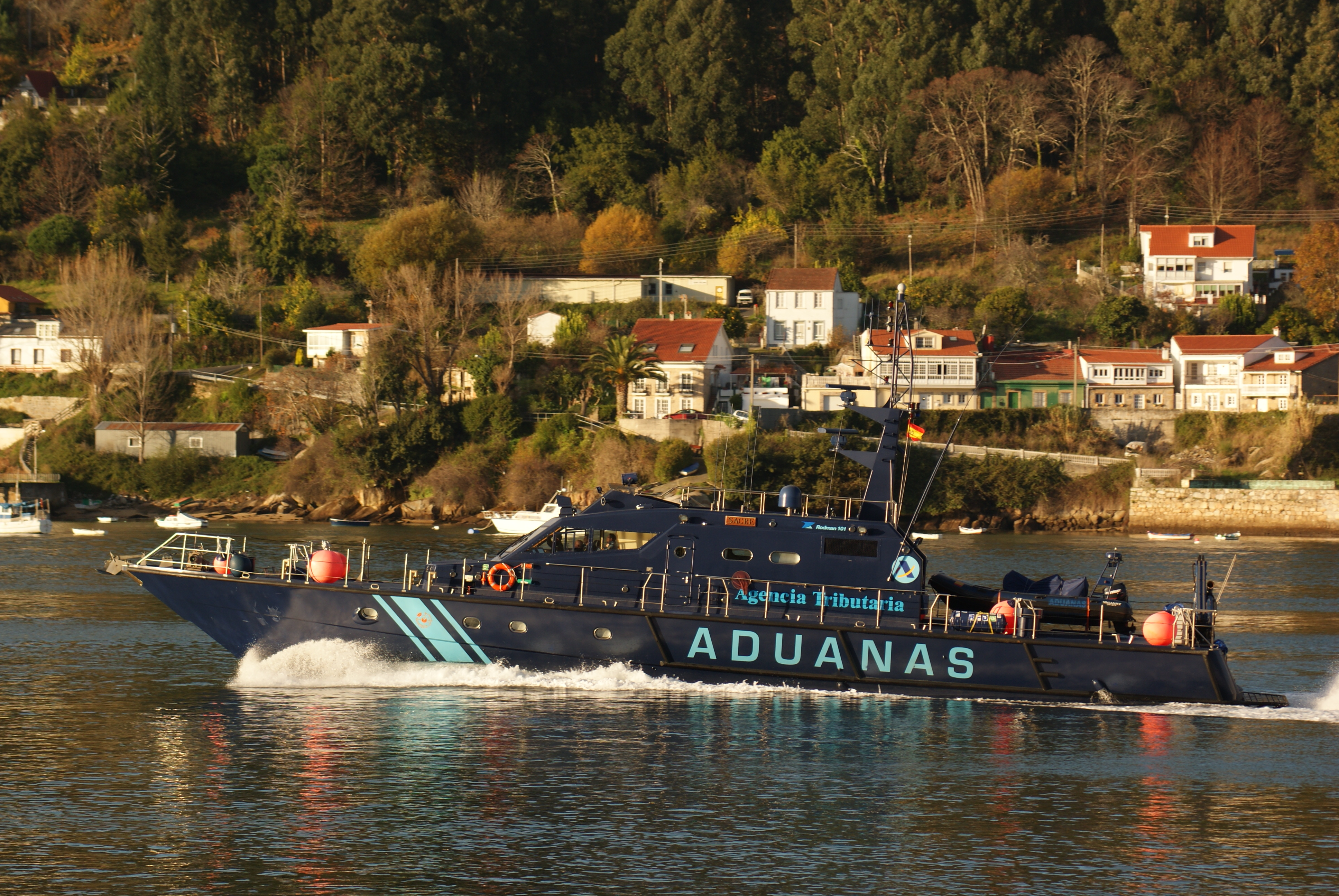
Patrullera del Servicio de Vigilancia Aduanera de la Clase Gerifalte "Sacre".

En el año 2001 entró en servicio la primera unidad de este modelo con el Servicio de Vigilancia Aduanera, recibiendo el nombre de Gerifalte, que da el nombre al resto de la clase en activo, recibiéndose ese mismo año la segunda unidad de la serie. 
En el año 2010 se contaban 11 patrulleras de esta clase en servicio, cuyas características técnicas generales son las siguientes:
| Características técnicas generales de la serie Gerifalte | Características técnicas generales de la serie Gerifalte |
| -------------------------------------------------------- | -------------------------------------------------------- |
| Eslora                                                   | 31,36 metros                                             |
| Manga                                                    | 6,00 metros                                              |
| Puntal                                                   | 3,40 metros                                              |
| Motorización                                             | 2 x MTU serie 4000                                       |
| Potencia                                                 | 4.800 cv                                                 |
| Desplazamiento                                           | 102 toneladas                                            |
| Hélices                                                  | 2 hidrojets MJP-650                                      |
| Velocidad Máxima                                         | 35 nudos                                                 |
| Autonomía                                                | 1.000 millas                                             |
| Combustible                                              | 16.000 litros                                            |
| Tripulación                                              | 10 personas                                              |

Van equipadas con una RHIB Duarry Brio 620 de 5,20 metros de eslora con hidrojet y motor de 150 cv. 
A diferencia de las patrulleras similares de la Guardia Civil no disponen de rampa de popa, realizándose el arriado de la lancha auxiliar con que van dotadas con una grúa hidráulica.

### Servicio Marítimo de la Guardia Civil

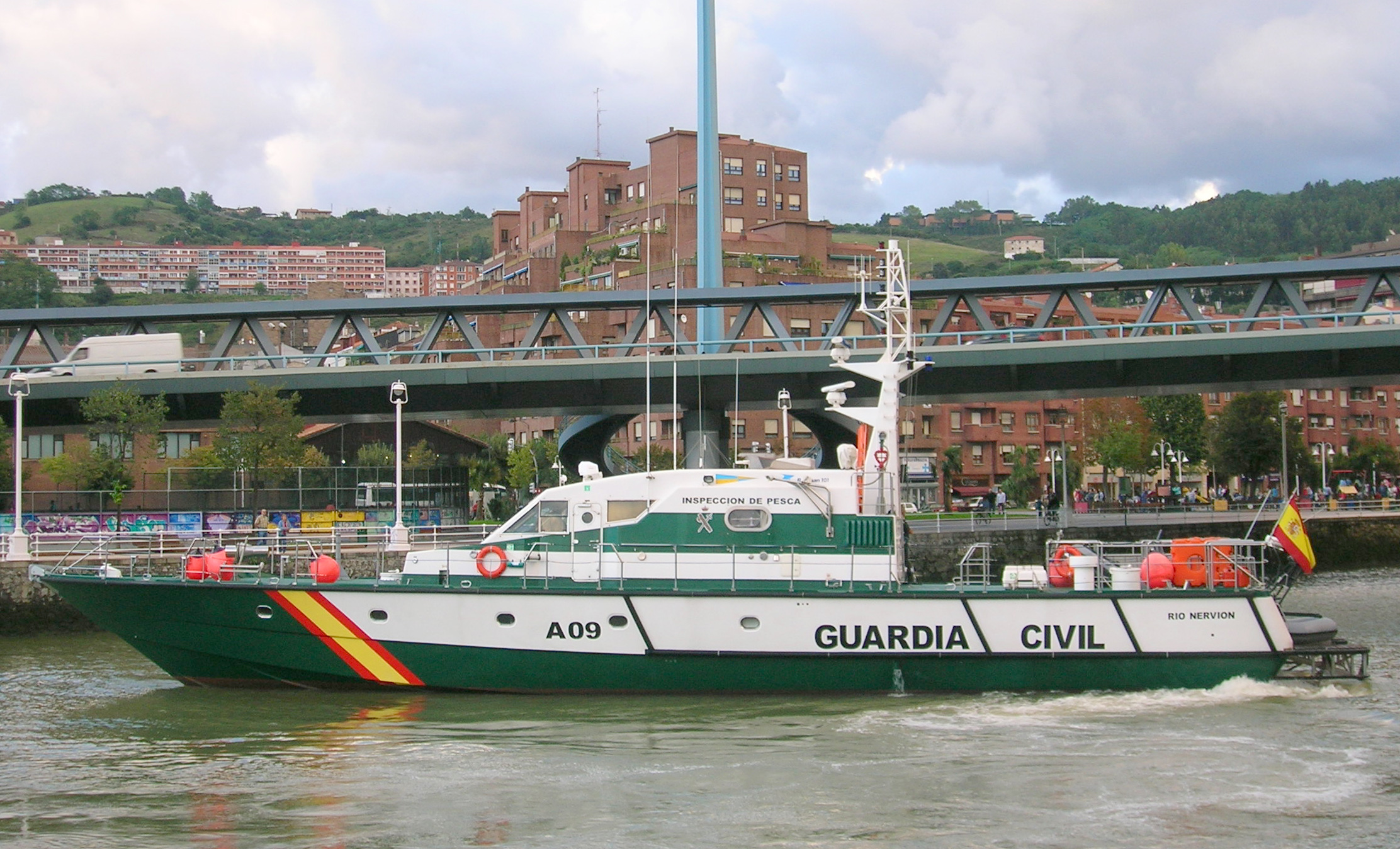
Patrullera Río Nervión, A09, en Bilbao (Vizcaya).

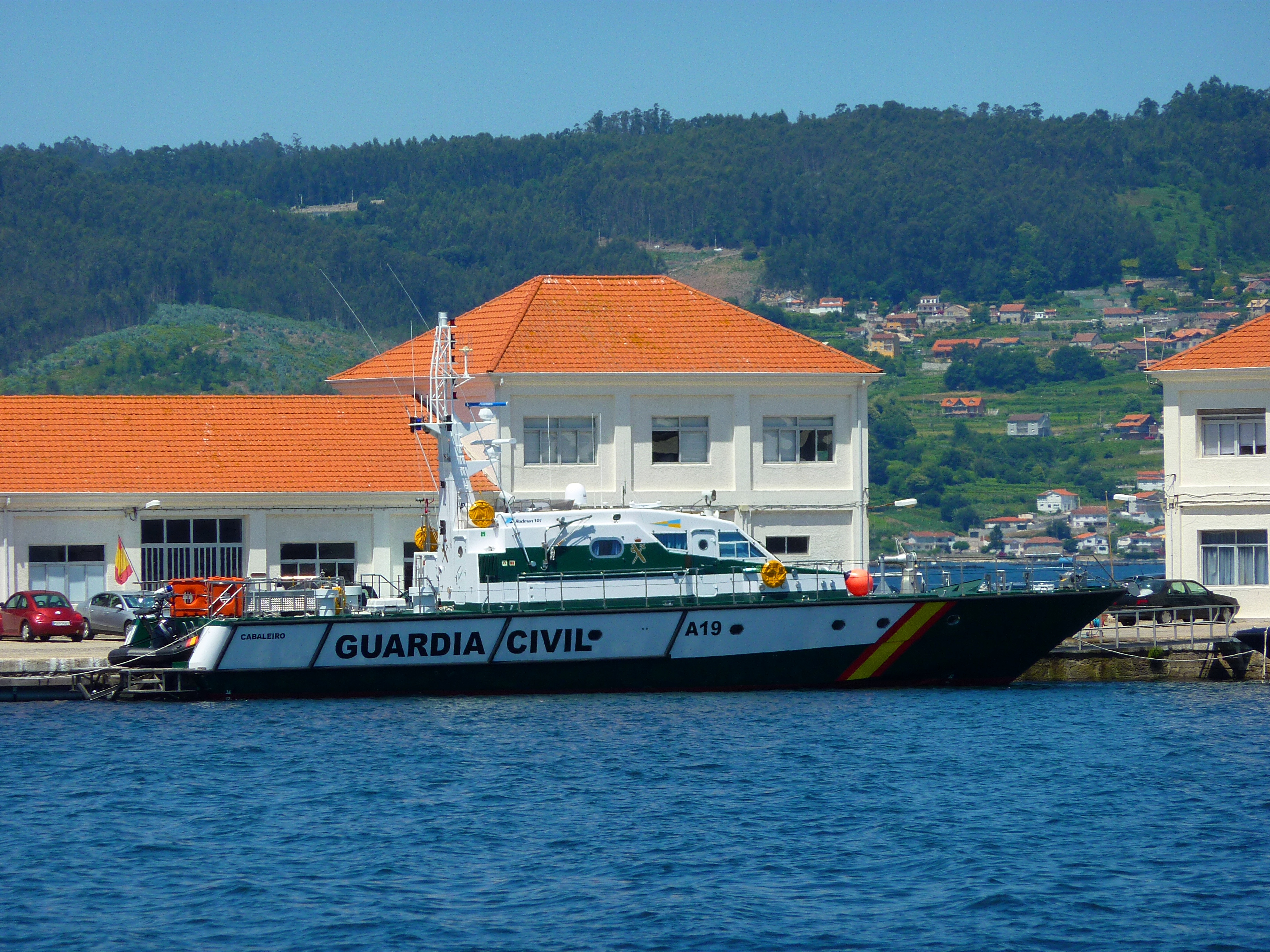
Patrullera Cabaleiro, A19.

A partir del año 2002 el Servicio Marítimo de la Guardia Civil comenzó a recibir las primeras unidades de la serie si bien las operadas por éste presentan diferencias en la motorización, protección del casco y electrónica respecto de las del SVA, entre otros aspectos.
Disponen de una rampa en popa y van dotadas con una embarcación neumática de 5 metros de eslora y motor de 125 cv.
El SEMAR recibió 15 de estas patrulleras, dos de ellas cedidas por otros Ministerios, de las que quedan en servicio 14 tras haber encallado la primera de las recibidas, causando baja en 2008.
Existen algunas diferencias entre las patrulleras de la misma serie.
| Características técnicas generales de la serie | Características técnicas generales de la serie |
| ---------------------------------------------- | ---------------------------------------------- |
| Eslora                                         | 30 metros                                      |
| Manga                                          | 5,90 metros                                    |
| Puntal                                         | 3,40 metros                                    |
| Motorización                                   | 2 Caterpillar C30                              |
| Potencia                                       | 3.100 cv                                       |
| Desplazamiento                                 | 85 toneladas                                   |
| Hélices                                        | 2 Hidrojets Hamilton                           |
| Velocidad Máxima                               | 35 nudos                                       |
| Autonomía                                      | 650 millas                                     |
| Combustible                                    | 10.500 litros                                  |
| Tripulación                                    | 10 personas                                    |

| Código | Nombre          | Número de serie | Año de entrada en servicio | Año de baja | Base                                               | Observaciones |
| ------ | --------------- | --------------- | -------------------------- | ----------- | -------------------------------------------------- | --- |
| A05    | Río Palma       | ECAD            | 2002                       | 2008        | Los Cristianos (Tenerife)                          | Encallada el 9 de enero de 2008 en las proximidades de la Punta de Rasca (Arona, (Tenerife)). Sustituida por la Pico del Teide. |
| A06    | Río Andarax     |                 | 2003                       | En servicio | La Coruña                                          | Cedida por el Ministerio de Agricultura, Pesca y Alimentación                                                                   |
| A07    | Río Guadalope   |                 | 2003                       | En servicio | Corralejo (Fuerteventura, Provincia de Las Palmas) | |
| A08    | Río Almanzora   |                 | 2003                       | En servicio | Almería                                            | Pintada recientemente en un esquema experimental de baja visibilidad de color gris claro                                        |
| A09    | Río Nervión     |                 | 2004                       | En servicio | Santurce (Vizcaya)                                 | |
| A10    | Río Guadalaviar | ECGB            | 2004                       | En servicio | Benalmádena (Málaga)                               | |
| A11    | Río Cabriel     |                 | 2004                       | En servicio | Cádiz                                              | Destacada en Senegal |
| A12    | Río Cervantes   |                 | 2004                       | En servicio | Palma de Mallorca (Baleares)                       | |
| A13    | Río Ara         |                 | 2004                       | En servicio | Los Cristianos (Tenerife)                          | Inicialmente destinada en Barcelona, ha sido destacada a Senegal                                                                |
| A14    | Río Adaja       |                 | 2005                       | En servicio | Valencia                                           | |
| A15    | Río Duero       |                 | 2005                       | En servicio | Marín (Pontevedra)                                 | Estuvo destacada temporalmente en Mauritania                                                                                    |
| A16    | Río Guadiana    |                 | 2006                       | En servicio | Huelva                                             | |
| A17    | Río Francolí    |                 | 2006                       | En servicio | Torredembarra (Tarragona)                          | |
| A18    | Río Guadalete   |                 | 2009                       | En servicio | Algeciras (Cádiz)                                  | Cedida por el Ministerio de Medio Ambiente, y Medio Rural y Marino (Secretaría General del Mar)                                 |
| A19    | Cabaleiro       |                 | 2008                       | En servicio | Marín (Pontevedra)                                 | Bautizada en memoria del guardia del Servicio Ramón González Cabaleiro, fallecido durante una operación de rescate.             |

### Armada Española
| Código | Nombre       | Número de serie | Año de entrada en servicio | Año de baja | Base  | Observaciones |
| ------ | ------------ | --------------- | -------------------------- | ----------- | ----- | ------------- |
| P-83   | Isla de León |                 | 2022 (2003)                | En servicio | Ceuta |               |

### Otros usuarios

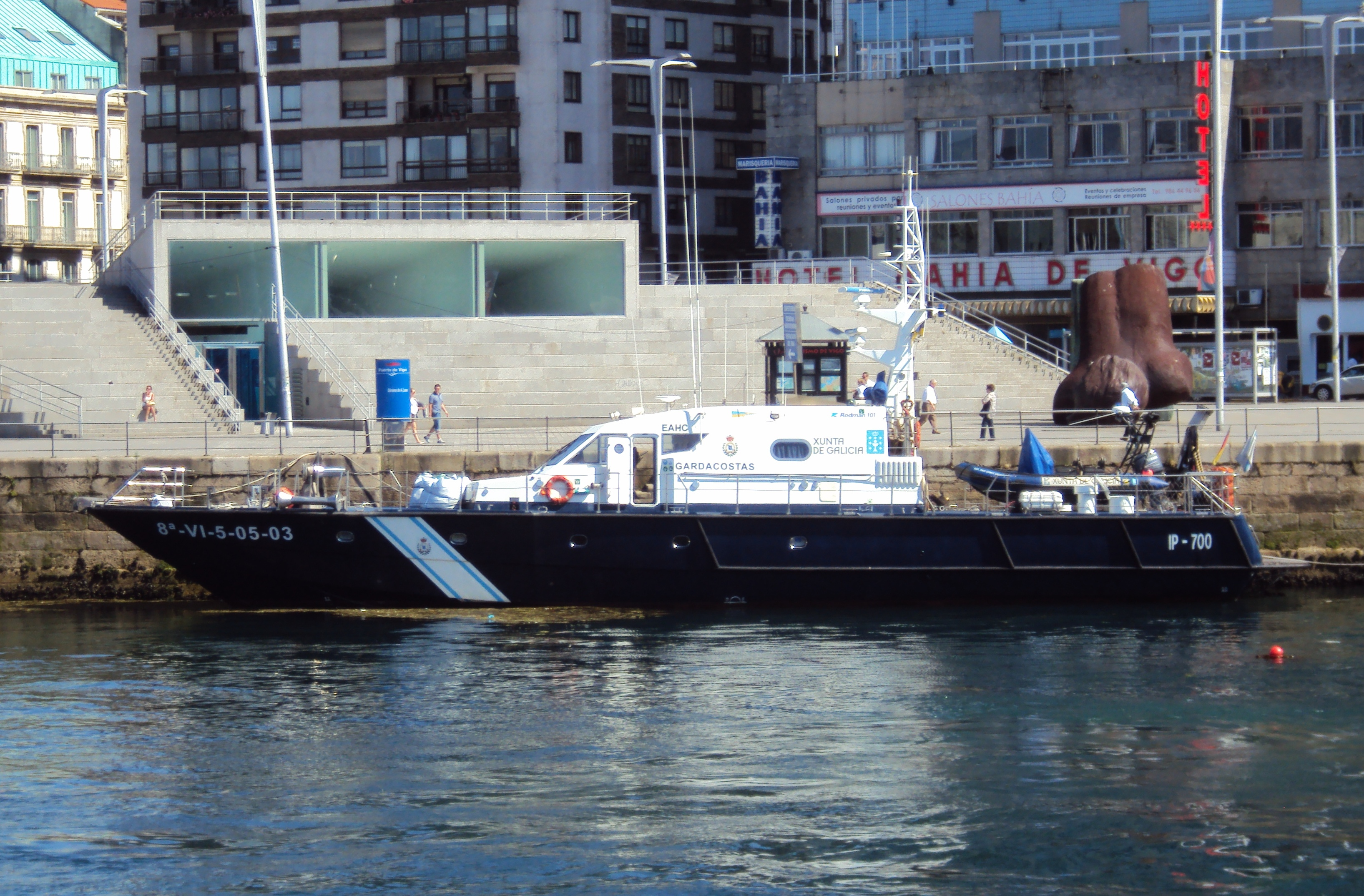
Patrullera Paio Gómez Chariño, IP-700, del Servicio de Guardacostas de Galicia.

El Servicio de Guardacostas de Galicia recibió una embarcación de esta clase cedida por el Ministerio de Agricultura, Pesca y Alimentación, la Paio Gómez Chariño, IP-700.
Este modelo de patrullera se encuentra también en servicio con la Armada de Surinam que adquirió tres de ellas junto con otras cinco del modelo Rodman-55.
La Marina Real Marroquí cuenta con 10 unidades de esta clase entre sus filas, al igual que Filipinas, que recibió otros tantos patrulleros, Nicaragua cuatro más, y Camerún otros dos. Por su parte la Policía Costera de Omán firmó en julio de 2011 un contrato para la compra de 3 Rodman-101 XXk por 12 millones de €, que serán entregadas en 2012.